# Michel Erhart

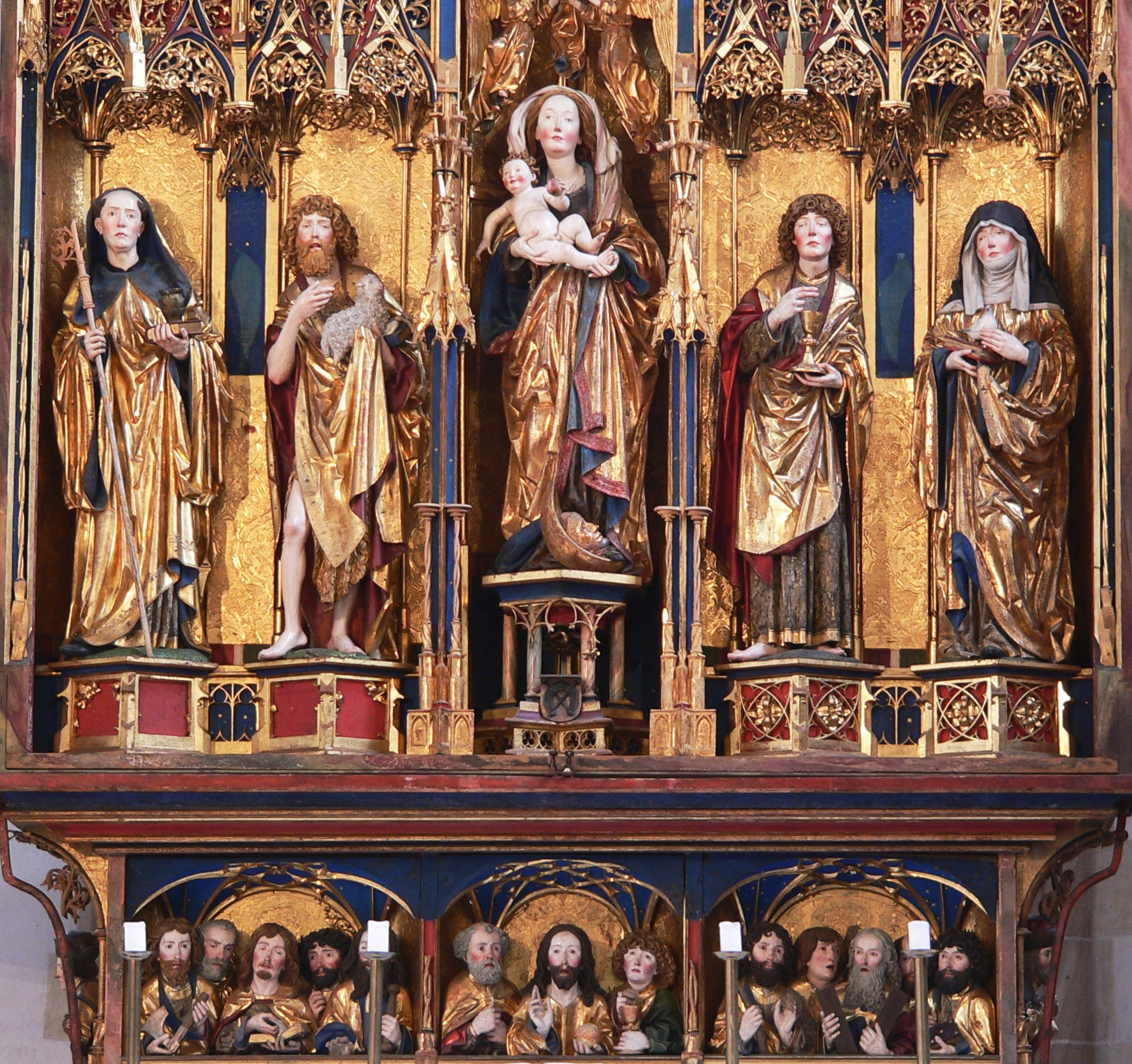
Detalle del altar de Blaubeuren.

Michel Erhart o Michael Erhart (c. 1440/1445-1522) fue un escultor de renombre que trabajó principalmente alrededor de Ulm y destacado miembro de la escuela de Ulm. Los detalles de los datos de su vida son todavía muy escasos. 
Erhart viajó a Constanza y también por los Países Bajos, afincándose definitivamente hacia 1469 en la ciudad de Ulm, donde se encuentra documentada su obra desde 1469 hasta 1522. Trabajó, al igual que más tarde sus hijos, Bernhard y Gregor Erhart, en el taller de Jörg Syrlin. Entonces le encargaron la realización del altar mayor de la catedral de Ulm en el año 1474, cuando probablemente ya tenía su propio taller con varios ayudantes.